# Eveline Hoste
Eveline Hoste (Gent, 17 september 1981) is een Vlaamse tv-presentatrice.

## Levensloop
Op haar 19de werd Hoste tot Miss Belgian Beauty 2001 gekroond. Door deze verkiezing kon ze verschillende fotosessies doen en verscheen ze veelvuldig in de vakpers. Datzelfde jaar nam ze deel aan Big Brother Vips. In 2005 nam JIMtv haar aan als presentatrice. Ze werd de vaste presentatrice van het programma TOPtuning. Later mocht ze ook het dagelijkse programma Hitbox presenteren.
Hoste was getrouwd met ex-voetballer Bjorn De Wilde, met wie ze twee kinderen heeft.

## Politiek
Bij de gemeenteraadsverkiezingen van 2018 kwam ze in Destelbergen op voor Open Vld. Ze raakte verkozen. In 2019 kwam ze op voor de Kamerverkiezingen vanop de vrijwel onverkiesbare elfde plaats op de Oost-Vlaamse Open Vld-lijst. Ze raakte niet verkozen.

## Overig
- In 2006 studeerde Hoste af als juriste aan de UGent.
- Eind 2007 was zij een van de tien deelneemsters actief als showbizzreporter voor het programma De Ann & Dave Show van radiozender MNM.
- Sinds maandag 29 maart 2010 presenteert Hoste Studio TV Oost van de Oost-Vlaamse regionale zender TV Oost.
- Ze is sinds eind 2009 meter/ambassadrice van het Kinderrevalidatiecentrum van het UZ Gent.
- Ze nam deel aan de finale van Het Verstand van Vlaanderen, waar ze als persoonlijk onderwerp Christian Dior koos.
- In 2020 werd ze ambassadrice van Oxford fietsen.